# Puchar Afryki 2018
Puchar Afryki 2018 – osiemnasta edycja Pucharu Afryki, oficjalnych międzynarodowych zawodów rugby union o randze mistrzostw kontynentu organizowanych przez Rugby Africa mających na celu wyłonienie najlepszej męskiej reprezentacji narodowej w tej dyscyplinie sportu w Afryce. Została rozegrana w formie trzech turniejów w trzech hierarchicznie ułożonych dywizjach w okresie od 9 maja do 25 sierpnia 2018 roku. W walce o tytuł mistrzowski brało udział sześć zespołów, pozostałe drużyny, które przystąpiły do rozgrywek, wystąpiły zaś w niższych dywizjach.
Zawody najwyższej dywizji służyły jednocześnie jako trzeci, ostatni etap afrykańskich kwalifikacji do Pucharu Świata 2019 – bezpośredni awans uzyskiwał mistrz Afryki, zespół z drugiego miejsca w tabeli uzyskał natomiast prawo występu w barażach.
Wszystkie poziomy rozgrywek otrzymały od tej edycji nowe logo.

## System rozgrywek
| Gold Cup                                                 | Silver Cup                                                                       | Bronze Cup                             |
| -------------------------------------------------------- | -------------------------------------------------------------------------------- | -------------------------------------- |
| - Namibia - Kenia - Uganda - Tunezja - Zimbabwe - Maroko | - Senegal - Wybrzeże Kości Słoniowej - Algieria - Madagaskar - Botswana - Zambia | - Rwanda - Mauritius - Ghana - Lesotho |

## Gold Cup
Zawody w najwyższej dywizji Pucharu Afryki odbyły się systemem kołowym z udziałem sześciu zespołów w ciągu siedmiu kolejek pomiędzy 16 czerwca a 18 sierpnia 2018 roku. Swoje pierwsze cztery mecze zwycięsko zakończyły Namibia i Kenia, a w bezpośrednim spotkaniu lepsi okazali się Namibijczycy kończąc zawody z kompletem bonusowych zwycięstw i awansując tym samym do turnieju finałowego Pucharu Świata, Kenijczycy uzyskali natomiast prawo gry w barażu.
Wszystkie mecze zawodów były transmitowane przez Kwesé Sports.
| 16 czerwca 201813:30 | Zimbabwe | 23:23 | Maroko | Machinery Exchange Rugby Stadium, Harare Sędzia: Quinton Immelman |
| 16 czerwca 201813:30 |          | 23:23 |        | Machinery Exchange Rugby Stadium, Harare Sędzia: Quinton Immelman |

| 16 czerwca 201816:00 | Namibia | 55:6 | Uganda | Hage Geingob Rugby Stadium, Windhuk Sędzia: Cwengile Jadezweni |
| 16 czerwca 201816:00 |         | 55:6 |        | Hage Geingob Rugby Stadium, Windhuk Sędzia: Cwengile Jadezweni |

| 23 czerwca 201816:00 | Namibia | 118:0 | Tunezja | Hage Geingob Rugby Stadium, Windhuk Sędzia: Quinton Immelman |
| 23 czerwca 201816:00 |         | 118:0 |         | Hage Geingob Rugby Stadium, Windhuk Sędzia: Quinton Immelman |

| 23 czerwca 201817:00 | Maroko | 24:28 | Kenia | Stade COC, Casablanca Sędzia: Sébastien Minery |
| 23 czerwca 201817:00 |        | 24:28 |       | Stade COC, Casablanca Sędzia: Sébastien Minery |

| 30 czerwca 201815:00 | Kenia | 45:36 | Zimbabwe | RFUEA Grounds, Nairobi Sędzia: Tual Trainini |
| 30 czerwca 201815:00 |       | 45:36 |          | RFUEA Grounds, Nairobi Sędzia: Tual Trainini |

| 30 czerwca 201816:00 | Maroko | 7:63 | Namibia | Stade COC, Casablanca Sędzia: Adrien Descottes |
| 30 czerwca 201816:00 |        | 7:63 |         | Stade COC, Casablanca Sędzia: Adrien Descottes |

| 7 lipca 201815:00 | Kenia | 38:22 | Uganda | RFUEA Grounds, Nairobi Sędzia: Quinton Immelman |
| 7 lipca 201815:00 |       | 38:22 |        | RFUEA Grounds, Nairobi Sędzia: Quinton Immelman |

| 7 lipca 201816:00 | Tunezja | 18:14 | Zimbabwe | Stade Boujemaa Kemiti, Badża Sędzia: Jonathan Dufort |
| 7 lipca 201816:00 |         | 18:14 |          | Stade Boujemaa Kemiti, Badża Sędzia: Jonathan Dufort |

| 4 sierpnia 201815:00 | Uganda | 67:12 | Tunezja | Kyadondo Rugby Club, Kampala Sędzia: Rasta Rasivhenge |
| 4 sierpnia 201815:00 |        | 67:12 |         | Kyadondo Rugby Club, Kampala Sędzia: Rasta Rasivhenge |

| 4 sierpnia 201816:00 | Zimbabwe | 28:58 | Namibia | Hartsfield Rugby Grounds, Bulawayo Sędzia: Egon Seconds |
| 4 sierpnia 201816:00 |          | 28:58 |         | Hartsfield Rugby Grounds, Bulawayo Sędzia: Egon Seconds |

| 11 sierpnia 201814:00 | Kenia | 67:0 | Tunezja | RFUEA Grounds, Nairobi Sędzia: Julien Castaignède |
| 11 sierpnia 201814:00 |       | 67:0 |         | RFUEA Grounds, Nairobi Sędzia: Julien Castaignède |

| 11 sierpnia 201816:00 | Uganda | 47:29 | Maroko | Kyadondo Rugby Club, Kampala Sędzia: Rasta Rasivhenge |
| 11 sierpnia 201816:00 |        | 47:29 |        | Kyadondo Rugby Club, Kampala Sędzia: Rasta Rasivhenge |

| 18 sierpnia 201815:00 | Uganda | 18:38 | Zimbabwe | Kyadondo Rugby Club, Kampala Sędzia: Cwengile Jadezweni |
| 18 sierpnia 201815:00 |        | 18:38 |          | Kyadondo Rugby Club, Kampala Sędzia: Cwengile Jadezweni |

| 18 sierpnia 201816:00 | Namibia | 53:28 | Kenia | Hage Geingob Rugby Stadium, Windhuk Sędzia: Egon Seconds |
| 18 sierpnia 201816:00 |         | 53:28 |       | Hage Geingob Rugby Stadium, Windhuk Sędzia: Egon Seconds |

| 18 sierpnia 201817:00 | Tunezja | 36:13 | Maroko | Stade Mustapha Ben Jannet, Monastyr Sędzia: Thomas Charabas |
| 18 sierpnia 201817:00 |         | 36:13 |        | Stade Mustapha Ben Jannet, Monastyr Sędzia: Thomas Charabas |

## Silver Cup
W przeciwieństwie do poprzednich edycji sześć uczestniczących zespołów zostało podzielonych na dwie geograficznie wyodrębnione grupy. Rywalizowały one w ciągu trzech meczowych dni pomiędzy 8 a 14 czerwca 2018 roku w Tuluzie i Mufulirze, zaś zwycięzcy grup mieli się spotkać w finale 25 sierpnia tego roku w meczu finałowym o triumf w tym poziomie rozgrywek i awans do wyższego. W swoich grupach zwyciężyły Algieria i Zambia, a w przeniesionym na 20 października finale triumfował zespół z północy kontynentu zyskując tym samym awans do rozgrywek elity.

### Północ
| 8 lipca 201816:00 | Algieria | 22:18 | Senegal | Stade Alain Coulon, Tuluza Sędzia: Laurent Cardona |
| 8 lipca 201816:00 |          | 22:18 |         | Stade Alain Coulon, Tuluza Sędzia: Laurent Cardona |

| 11 lipca 201816:00 | Wybrzeże Kości Słoniowej | 25:21 | Senegal | Stade Alain Coulon, Tuluza Sędzia: Ludovic Cayre |
| 11 lipca 201816:00 |                          | 25:21 |         | Stade Alain Coulon, Tuluza Sędzia: Ludovic Cayre |

| 14 lipca 201816:00 | Algieria | 23:13 | Wybrzeże Kości Słoniowej | Stade Alain Coulon, Tuluza Sędzia: Pierre Brousset |
| 14 lipca 201816:00 |          | 23:13 |                          | Stade Alain Coulon, Tuluza Sędzia: Pierre Brousset |

### Południe
| 8 lipca 201815:30 | Botswana | 13:32 | Zambia | Mufulira Rugby Club, Mufulira Sędzia: Talent Gandiwa |
| 8 lipca 201815:30 |          | 13:32 |        | Mufulira Rugby Club, Mufulira Sędzia: Talent Gandiwa |

| 11 lipca 201815:30 | Botswana | 18:64 | Madagaskar | Mufulira Rugby Club, Mufulira Sędzia: Saudah Adiru |
| 11 lipca 201815:30 |          | 18:64 |            | Mufulira Rugby Club, Mufulira Sędzia: Saudah Adiru |

| 14 lipca 201815:30 | Madagaskar | 29:31 | Zambia | Mufulira Rugby Club, Mufulira Sędzia: Victor Oduor |
| 14 lipca 201815:30 |            | 29:31 |        | Mufulira Rugby Club, Mufulira Sędzia: Victor Oduor |

### Finał
| 20 października 201813:00 | Zambia | 0:31 | Algieria | Mufulira Rugby Club, Mufulira |
| 20 października 201813:00 |        | 0:31 |          | Mufulira Rugby Club, Mufulira |

## Bronze Cup
Turniej odbył się w Elminie w ciągu dwóch meczowych dni pomiędzy 9 a 12 maja 2018 roku i wzięły w nim udział cztery zespoły rywalizujące systemem pucharowym. Triumfowali w nim gospodarze.
|  |                    |           |           |                    |    |       |       |       |
|  | Półfinały          | Półfinały | Półfinały |                    |    | Finał | Finał | Finał |
|  | Półfinały          | Półfinały | Półfinały |                    |    | Finał | Finał | Finał |
|  | 9 maja 2018 13:30  |           |           |                    |    |       |       |       |
|  |                    |           |           |                    |    |       |       |       |
|  | Ghana              | Ghana     | 57        |                    |    |       |       |       |
|  | Ghana              | Ghana     | 57        | 12 maja 2018 15:00 |    |       |       |       |
|  | Rwanda             | Rwanda    | 0         |                    |    |       |       |       |
|  | Rwanda             | Rwanda    | 0         |                    |    | Ghana | Ghana | 23    |
|  | 9 maja 2018 15:00  |           |           |                    |    | Ghana | Ghana | 23    |
|  |                    |           | Mauritius | Mauritius          | 17 |       |       |       |
|  | Mauritius          | Mauritius | Mauritius | Mauritius          | 17 | 49    |       |       |
|  | Mauritius          | Mauritius |           |                    |    |       |       |       |
|  | Lesotho            | Lesotho   | 16        |                    |    |       |       |       |
|  | Lesotho            | Lesotho   | 16        | Mecz o 3. miejsce  |    |       |       |       |
|  |                    |           |           |                    |    |       |       |       |
|  | 12 maja 2018 13:30 |           |           |                    |    |       |       |       |
|  |                    |           |           |                    |    |       |       |       |
|  | Rwanda             | Rwanda    | 32        |                    |    |       |       |       |
|  | Rwanda             | Rwanda    | 32        |                    |    |       |       |       |
|  | Lesotho            | Lesotho   | 22        |                    |    |       |       |       |
|  | Lesotho            | Lesotho   | 22        |                    |    |       |       |       |

| 9 maja 201813:30 | Ghana | 57:0 | Rwanda | Nduom Sports Stadium, Elmina Sędzia: Saudah Adiru |
| 9 maja 201813:30 |       | 57:0 |        | Nduom Sports Stadium, Elmina Sędzia: Saudah Adiru |

| 9 maja 201815:00 | Mauritius | 49:16 | Lesotho | Nduom Sports Stadium, Elmina Sędzia: Victor Oduor |
| 9 maja 201815:00 |           | 49:16 |         | Nduom Sports Stadium, Elmina Sędzia: Victor Oduor |

| 12 maja 201815:00 | Ghana | 23:17 | Mauritius | Nduom Sports Stadium, Elmina Sędzia: Nicardo Pienaar |
| 12 maja 201815:00 |       | 23:17 |           | Nduom Sports Stadium, Elmina Sędzia: Nicardo Pienaar |

| 12 maja 201813:30 | Rwanda | 32:22 | Lesotho | Nduom Sports Stadium, Elmina Sędzia: Precious Pazani |
| 12 maja 201813:30 |        | 32:22 |         | Nduom Sports Stadium, Elmina Sędzia: Precious Pazani |